# Zonitoschema nigroapicalis
Zonitoschema nigroapicalis is een keversoort uit de familie van oliekevers (Meloidae). De wetenschappelijke naam van de soort is voor het eerst geldig gepubliceerd in 1948 door Pic.